# Menaceur
Menaceur (em árabe: مناصر), anteriormente Marceau durante a colonização francesa, é uma comuna localizada na província de Tipasa, Argélia. Sua população estimada em 2008 era de 39 680 habitantes.